# Philippe Du Trieu
Philippe Du Trieu (El Havre, 15 de noviembre de 1580-Douai, 25 de agosto de 1645) fue un jesuita y filósofo belga.

## Biografía
Philippe Du Trieu hizo sus estudios clásicos en el colegio de Binche, luego siguió cursos de filosofía en la Universidad de Lovaina, donde obtuvo el grado de maestro en artes y obtuvo el primer puesto en la promoción de 1599. Después de estudiar teología católica, ocupó la cátedra de filosofía en el Collège du Château de la misma universidad, durante dos años y cuatro meses, y sólo abandonó la carrera para ser admitido en la Compañía de Jesús. Entró en el noviciado de Tournai en 1603 y desde entonces enseñó sucesivamente humanidades, filosofía y teología en Douai, donde tomó el título de doctor en teología. Allí también fue superior del Seminario de los Escoceses. Murió de un ataque de apoplejía mientras se disponía a editar diversas obras de filosofía y teología. Es mejor conocido por su Manuductio ad logicam (1615), un curso didáctico de lógica destinado a las universidades de Lovaina y Douai y que fue adoptado como libro de texto básico en todas las universidades de los Países Bajos meridionales.

## Obras
- Manuduction ad Logicam. Douai: por Bellero. 1614.